# Kingdoms of Amalur: Reckoning
Kingdoms of Amalur: Reckoning ist ein Action-Rollenspiel für Windows, Xbox 360 und die PlayStation 3.
Erschaffen wurde die Welt von Amalur von Ken Rolston, R. A. Salvatore, Todd McFarlane und Grant Kirkhope. Das Spiel wurde von Big Huge Games und 38 Studios entwickelt. Es kam am 7. Februar 2012 in Nordamerika und am 9. Februar 2012 in Europa auf den Markt. Die erste öffentliche Demonstration war auf der Penny Arcade Expo East 2011 am 11. März 2011. Im Jahr 2018 wurden die Markenrechte an Kingdoms of Amalur von THQ Nordic gekauft. Am 8. September 2020 fand der Release eines Remasters unter dem Titel Kingdoms of Amalur: Re-Reckoning statt, das zudem 2021 eine Erweiterung mit dem Titel Fatesworn erhalten soll.

## Handlung
Die Handlung spielt in den sogenannten Feienlanden, einer Region der Fantasywelt Amalur. Die Feienlande werden bewohnt von dem namensgebenden Volk der magischen und unsterblichen Feien, verschiedenen Menschen- und Alfarrassen, Gnomen und anderen. Die Feien unterteilen sich ihrerseits in den sogenannten Hof des Sommers und den Hof des Winters. Herrscher des Hofs des Winters ist der aggressive und ehrgeizige Gadflow, der in der Überzeugung lebt, dass unter seinem Palast ein neuer Gott heranwächst. Er steht im Bunde mit einer uralten Macht und überzieht das Land mit seinen Anhängern, den sogenannten Tuatha Deohn, mit Krieg. Da die Feien nicht getötet werden können, finden sich die sterblichen Bewohner der Feienlande nach zehn Jahren des Krieges in einer zunehmend verzweifelten Lage. Das Schicksal der sterblichen Völker scheint besiegelt, bis eines Tages der leblose Körper des Spielercharakters in einer Forschungseinrichtung der Gnome wieder ins Leben zurückgerufen werden kann. Auf dem Wiedergekehrten, auch als Held ohne Schicksal bezeichnet (englisch: Fateless one), liegen von diesem Augenblick an sämtliche Hoffnungen, den scheinbar unausweichlichen Untergang doch noch aufhalten und Gadflow besiegen zu können.

## Spielprinzip
Das Spiel beginnt genretypisch mit der Erstellung des eigenen Spielercharakters. Der Spieler kann Geschlecht, Rasse und Klasse seines Charakters bestimmen. Zur Auswahl stehen jeweils zwei Menschen- und zwei Alfartypen, bei den Klassen wird genreüblich zwischen Krieger, Schurke und Magier unterschieden. Dazu gibt es 3 unterschiedliche Fähigkeitenbäume mit 22 Einzelfähigkeiten. Die Kämpfe werden in Echtzeit geführt und sind actionorientiert, mit gelegentlichen Quicktime-Zwischensequenzen, ähnlich der God-of-War-Serie. Der Spieler kann mit allen NSCs und mit den meisten Elementen der Umwelt interagieren.

## Entwicklung
2007 begann der damals noch eigenständige Spieleentwickler Big Huge Games unter der Leitung von Ken Rolston mit den Arbeiten an einem eigenständigen Rollenspiel. Es stellte eine Neuorientierung für das Studio dar, das zuvor hauptsächlich Echtzeit-Strategiespiele für PCs entwickelt hatte. Zu Anfang wurde das Spiel unter dem Projektnamen Crucible entwickelt. Nach der zwischenzeitlichen Übernahme durch den Publisher THQ wurde Big Huge Games am 27. Mai 2009 an 38 Studios verkauft. Diese arbeiteten zu diesem Zeitpunkt bereits an einem MMORPG mit dem Projektnamen Copernicus, dessen Fantasyszenario von Buchautor R. A. Salvatore entworfen wurde. Big Huge Games' Rollenspiel, nach einigen grundlegenden Konzeptänderungen mittlerweile in Ascendent umbenannt, wurde nach der Übernahme in dieses Konzept mit einbezogen und die Handlung ebenfalls vor dem Hintergrund der Spielwelt Amalur entwickelt. Das Spiel wurde in Folge unter dem neuen Projekttitel Mercury weiterentwickelt. Im März 2010 gab 38 Studios bekannt, dass Electronic Arts die Veröffentlichung des Spieles übernehmen werde. Nach eigenen Angaben investierte 38 Studio in das Projekt 30 Millionen US-Dollar über einen Entwicklungszeitraum von 30 Monaten.
Gemäß 38-Studios-Gründer Curt Schilling entspricht das Spiel einer Verbindung des Kampfsystems von God of War mit den Open-World-Aspekten von The Elder Scrolls IV: Oblivion.

## Erweiterungen
- Die Legende vom Toten Kel
- Zähne von Naros
- Kingdoms of Amalur: Reckoning Online Pass
- "Waffen-&-Rüstungen"-Bundle, bestehend aus den auch separat erhältlichen DLCs
  - Raffinessebonus-Paket
  - Zauberkraftbonus-Paket
  - Machtbonus-Paket

## Rezeption
| Deutschsprachiger Raum | Deutschsprachiger Raum           |                                  |
| Publikation            | Wertung                          |                                  |
| ---------------------- | -------------------------------- | -------------------------------- |
| 4Players               | 79 %                             |                                  |
| GameStar               | 80 %                             |                                  |
| GamePro                | 85 %                             |                                  |
| Eurogamer.de           | 8 von 10                         |                                  |
| PC Games               | 81 %                             |                                  |
| International          |                                  |                                  |
| GameSpot               | 7,5 von 10                       |                                  |
| IGN US                 | 9,0 von 10                       |                                  |
| Metawertungen          |                                  |                                  |
| Metacritic             | 81 %(Win) 80 (Xbox 360) 81 (PS3) | 81 %(Win) 80 (Xbox 360) 81 (PS3) |

Kingdoms of Amalur: Reckoning erhielt von der Fachpresse gute Bewertungen (Metacritic 81 % (PC) / 80 (Xbox 360) / 81 (PS3)). Bis April 2012 konnten laut Angaben des Marktforschungsinstituts NPD Group in den USA über den Einzelhandel 410.000 Einheiten des Spiels abgesetzt werden, was als ein gutes Ergebnis für ein neues Franchise gewertet wurde, zumal Verkäufe mittels digitaler Distribution und außerhalb der USA nicht inbegriffen waren. Im Mai 2012 gab 38-Studios-Gründer Curt Schilling bekannt, dass innerhalb der ersten 90 Tage insgesamt 1,2 Millionen Exemplare des Spiels abgesetzt wurden. Allerdings reichten die Einnahmen aus dem Verkauf nicht zur Deckung der Ausgaben. Anfang Mai 2012 geriet 38 Studios in einen Zahlungsrückstand gegenüber dem US-Bundesstaat Rhode Island, der dem Unternehmen ein Darlehen über 75 Millionen US-Dollar gewährt hatte. Nach Aussagen des Gouverneurs Lincoln Chafee wäre zur vollständigen Kostendeckung des Projekts ein Absatz von drei Millionen Kopien notwendig gewesen. 38 Studios COO Robert Wester widersprach im Juli 2012 Chaffes Angaben in Teilen, wonach das Spiel bereits nach zwei Millionen verkauften Exemplaren für das Studio rentabel gewesen wäre. Er bestätigte jedoch, dass der Titel die internen Absatzerwartungen nicht erfüllt habe, und bezweifelte, dass 38 Studios nach den seit Mai lediglich leicht auf insgesamt 1,3 Millionen Exemplare gestiegenen Verkaufszahlen noch einen Gewinn aus dem Spiele ziehen werde.
Nach Bekanntwerden der finanziellen Schwierigkeiten gelang es 38 Studios nicht mehr, Investoren für das Unternehmen zu gewinnen. In Folge mussten Ende Mai 2012 alle Angestellten sowohl in der Niederlassung in Providence als auch bei Big Huge Games entlassen werden, die Arbeiten an einem bereits in der Vorproduktion befindlichen Nachfolger zu Kingdoms of Amalur: Reckoning mussten eingestellt werden. 38 Studios wurde nach Insolvenz geschlossen und die Marken und Technologien des Unternehmens am 11. Dezember 2013 im Auftrag von Rhode Island versteigert. Allerdings ging für die Rechte an Kingdoms of Amalur, die neben der Marke und dem fertigen Spiel auch die Rechte am unvollendeten MMO Copernicus und der dafür entwickelten Begleitsoftware/-techniken beinhalteten, kein ausreichend hohes Gebot ein und wurden daher nicht versteigert. Im September 2018 gab schließlich THQ Nordic den Erwerb der Markenrechte bekannt. Die Vermarktungsrechte lagen weiterhin bei Electronic Arts.

## Remaster
Am 8. September 2020 wurde ein Remaster unter dem Namen Kingdoms of Amalur: Re-Reckoning für Windows, PlayStation 4 und Xbox One veröffentlicht.